# Victory for the Comic Muse
Victory for the Comic Muse è il nono album in studio del gruppo musicale The Divine Comedy, pubblicato nel 2006.

## Tracce
Tutte le tracce sono state scritte da Neil Hannon, eccetto dove indicato.

1. To Die a Virgin – 3:39
2. Mother Dear – 3:47
3. Diva Lady – 4:17
4. A Lady of a Certain Age – 5:47
5. The Light of Day – 4:24
6. Threesome – 1:10
7. Party Fears Two – 4:02 (Billy Mackenzie, Alan Rankine) (Associates cover)
8. Arthur C. Clarke's Mysterious World – 3:58
9. The Plough – 5:14
10. Count Grassi's Passage Over Piedmont – 3:32
11. Snowball in Negative – 4:40